# Вілланова-д'Арденгі
Вілланова-д'Арденгі, Вілланова-д'Арденґі (італ. Villanova d'Ardenghi) — муніципалітет в Італії, у регіоні Ломбардія, провінція Павія.
Вілланова-д'Арденгі розташована на відстані близько 460 км на північний захід від Рима, 36 км на південь від Мілана, 10 км на захід від Павії.
Населення — 779 осіб (2014).

## Демографія
Населення за роками:

Станом на 1 січня 2023 року в муніципалітеті офіційно проживало 36 іноземців з 10 країн, серед них 15 громадян країн Євросоюзу та 4 громадяни України.

## Сусідні муніципалітети
- Карбонара-аль-Тічино
- Гропелло-Каїролі
- Церболо
- Цинаско